# Ipiranga do Norte
Ipiranga do Norte är en kommun i Brasilien.   Den ligger i delstaten Mato Grosso, i den centrala delen av landet, 1 000 km väster om huvudstaden Brasília. Antalet invånare är 5 123.
Trakten runt Ipiranga do Norte består till största delen av jordbruksmark. Trakten runt Ipiranga do Norte är nära nog obefolkad, med mindre än två invånare per kvadratkilometer.